# SAI 207
Le SAI 207 était un avion de chasse monoplace italien construit en petite série durant la Seconde Guerre mondiale.

## Deux prototypes et un accident
C'était un monoplace dérivé du SAI 107, donc construit en bois avec un fuselage monocoque et un train d'atterrissage escamotable. Un premier prototype [MM.441 ou 442, selon les sources] prit l’air à l’automne 1940 à Castiglione del Lago piloté par Mario Faccioli. Avec un moteur 12 cylindres en V inversé Isotta-Fraschini Delta R.C.35 de 705 ch, il atteignait des vitesses de l’ordre de 640 km/h, mais le 5 décembre 1940 une panne de moteur entraîna la perte du prototype et la mort de Mario Faccioli. Le programme prit donc du retard, le second prototype [MM.442 ou 443] ne prenant l’air qu’au printemps 1942. Équipé cette fois d’un Delta R.C.40 développant 750 ch à 4 000 m, il atteignit 750 km/h en piqué à 3 000 m, la vitesse en palier étant de 575 km/h et l’autonomie de 850 km. Ces chiffres étaient remarquables pour un moteur de 750 ch et le Ministero dell'Aeronautica s’empressa de commander 2 000 exemplaires de série.

## Une présérie seulement
Une présérie de 12 exemplaires [MM.8425/8436] fut réalisée entre mars et juillet 1943 pour essais opérationnels. Trois avions furent livrés le 1er juillet 1943 à la 83a Squadriglia (it), 18° Gruppo CT, 3° Stormo CT. Courant août les 162a et 163a squadriglie du 161° Gruppo CT reçurent 6 autres appareils. Ces avions étaient armés de 2 mitrailleuses synchronisées Breda-SAFAT de 12,7 mm (175 cartouches par arme), à l’exception du [MM.8431] qui fut doté de 2 canons Mauser MG 151/20 de 20 mm (90 obus par arme). Les premiers rapports des pilotes furent enthousiastes : ce chasseur était facile à piloter et extrêmement maniable. 
Mais l’ingénieur Sergio Stefanutti avait profité du retard provoqué par l’accident du premier prototype pour développer une nouvelle version de son chasseur, le SAI 403 Dardo. C’est donc sur ce nouveau chasseur que fut reportée en janvier 1943 la commande des 2000 SAI 207.